# Tetuán (stacja metra)
Tetuán – stacja metra w Madrycie, na linii 1. Znajduje się w dzielnicy Tetuán, w Madrycie i zlokalizowana jest pomiędzy stacjami Valdeacederas i Estrecho (linia 1). Została otwarta w 1929.